# Данијел Михајловић
Данијел Михајловић (Варварин, 2. јун 1985) је бивши српски фудбалер. Играо је на позицији штопера.

## Каријера
Као рођени Варваринац, каријеру је започео у локалном Темнићу, одакле је прешао у млађе категорије Црвене звезде. У сениорском фудбалу је дебитовао као играч Спартака из Љига, након чега је три сезоне наступао за Сопот у Српској лиги Београд. Током лета 2007. прелази у Јагодину, у чијем дресу наредне године дебитује у Суперлиги Србије.
Крајем августа 2010. се вратио у Црвену звезду, са којом је потписао трогодишњи уговор. Само месец дана касније, доживео је тежу повреду колена, због које је одсуствовао са терена девет месеци. Након опоравка од повреде није успео да се избори за место у тиму, па се у завршници летњег прелазног рока 2012. вратио у Јагодину. Током свог другог боравка у Јагодини, освaja Куп Србије у сезони 2012/13. Јагодину је напустио након завршетка сезоне 2014/15, да би се почетком 2016. прикључио матичном Темнићу, тада члану Српске лиге Исток.

## Трофеји

### Јагодина
- Куп Србије: 2012/13.